# Seminario de Maestros de Ereván
El Seminario de Maestros de Ereván (en azerí: İrəvan Müəllimlər Seminariyası) fue una institución educativa en la ciudad de Ereván a finales del siglo XIX y principios del XX.

## Historia
El Seminario de Maestros de Ereván se estableció de acuerdo con la decisión del Consejo de Estado del Imperio ruso el 20 de octubre de 1880. La ceremonia de inauguración tuvo lugar el 20 de noviembre de 1881.
El seminario, que funcionó durante 37 años, fue cerrado el 6 de agosto de 1918, al mismo tiempo el Liceo de Ereván y la escuela Ulukhanli.
Como en otros seminarios del imperio, la educación en el Seminario de Maestros de Ereván era remunerada. Sólo una cierta parte de los estudiantes estudiaba a expensas del Estado. Según datos de 1907, sólo 20 de los 70 estudiantes estudiaban aquí por cuenta propia. Según la información en la edición de 1913 del "Calendario Caucásico", 46 de los 128 estudiantes que estudiaban en el seminario eran rusos, 37 armenios, 30 azerbaiyanos, 6 georgianos y 9 de otras nacionalidades. Mirza Jabbar Mammadzade, Hashim bey Vazirov, Hamid bey Shahtakhtinski e Ibrahim Safi fueron algunos de los graduados del seminario más conocidos.
El 29 de diciembre de 2021, el presidente de Azerbaiyán, Ilham Aliyev, firmó un decreto sobre la celebración del 140.º aniversario del Seminario de Maestros de Ereván.